# George Pieterson
George Pieterson (* 5. März 1942 in Amsterdam; † 24. April 2016 ebenda) war ein niederländischer Klarinettist.
Pieterson begann elfjährig Klarinette zu spielen – als vorbeugende Maßnahme gegen eine Anlage zum Asthma. Er studierte dann am Muzieklyceum Amsterdam Klarinette bei Jos D’Hondt (seinem Onkel) und Ensemblespiel bei Thom de Klerk. Weitere Lehrer waren Rudolf Kolisch und in England Maria Curcio.
1975 wurde er Erster Klarinettist beim Radio Filharmonisch Orkest. Nach Stationen beim Gelders Orkest und beim Rotterdams Philharmonisch Orkest war er bis zur Pensionierung 2004 Soloklarinettist des Concertgebouw-Orchesters. Daneben war er auch als Kammermusiker aktiv. Ende der 1950er Jahre gründete er mit der Flötistin Martine Bakker, dem Oboisten Edo de Waart, dem Fagottisten Joep Terweij und dem Hornisten Jaap Verhaar am Amstersdamer Musiklyzeum das „Aulos Kwintet“, das unter Leitung von Thom de Klerk überwiegend zeitgenössische Musik spielte.
Mit seinen Kommilitonen Reinbert de Leeuw und Vera Beths gründete er 1972 die Rondon-Serie, in deren erstem Konzert Arnold Schönbergs Serenade (mit dem Sänger Lieuwe Visser) aufgeführt wurde. Aus der Veranstaltungsreihe entstand 1977 das „Rondom Kwartet“ (mit George Pieterson – Klarinette, Vera Beths – Viola, Anner Bylsma – Cello und Reinbert de Leeuw – Klavier). Die Besetzung war Olivier Messiaens Quatuor pour la fin du temps geschuldet, einem Werk, das zum Standardrepertoire des Quartetts gehörte. Die 1980 beim Plattenlabel Harlekijn entstandene Aufnahme gilt bis heute als internationaler Standard.